# الضربة (الملاجم)

تعديل مصدري - تعديل

الضربة هي إحدى قرى عزلة ال منصور الملاجم بمديرية الملاجم التابعة لمحافظة البيضاء، بلغ تعداد سكانها 522 نسمة حسب تعداد اليمن لعام 2004.